# Žďár nad Sázavou (tvrz)
Tvrz Žďár nad Sázavou stojí v ulici Tvrz, nad řekou Sázavou, ve městě Žďár nad Sázavou, nedaleko kostela sv. Prokopa a kaple sv. Barbory. Od 18. června 1993 je tvrz chráněna jako kulturní památka.

## Historie
Tvrz byla údajně vystavěna okolo roku 1300 hamerníkem Kuncmanem, čímž se řadí k nejstarším budovám ve městě. Na rozdíl od většiny panských sídel nikdy nefungovala jako sídlo šlechty, ale využívali ji rychtáři. Kromě toho byla součástí městského opevnění. Novější výzkumy její vznik zasazují do poloviny 15. století v souvislosti se zpracováním železné rudy. Původně měla pozdně gotickou podobu, později byla přestavěna v duchu baroka. V letech 1820–1878 sloužila jako škola, od roku 1937 se v jejích prostorách nachází muzeum, od roku 1941 fungující jako Muzeum Města Žďáru. Dne 9. května 1945 při ústupu německých vojsk tvrz vyhořela a tím nenávratně zmizela většina sbírek muzea. Od roku 1992 jsou v jejích prostorách umístěny sbírky Regionálního muzea.